# Gardzienice Drugie
Gardzienice Drugie – wieś w Polsce położona w województwie lubelskim, w powiecie świdnickim, w gminie Piaski. Została wydzielona z obszaru wsi Gardzienice.
Do 1 lipca 1951 w gminie Rybczewice w powiecie krasnostawskim.
W latach 1975–1998 miejscowość należała administracyjnie do województwa lubelskiego.
Wieś stanowi sołectwo gminy Piaski.